# Thần kinh ngực lưng
Thần kinh ngực lưng (tiếng Anh: thoracodorsal nerve) là thần kinh chi phối cơ lưng rộng.
Thần kinh phát sinh từ đám rối cánh tay, do sự kết hợp giữa nhánh bụng thần kinh sống cổ 6, 7, 8 (C6-C8). Thần kinh có nguồn gốc từ nhánh bụng, mặc dù cơ chi phối lại nằm ở lưng (cơ lưng rộng). Thần kinh ngực lưng là một nhánh của bó sau đám rối cánh tay.
Thần kinh xuất phát từ động mạch dưới đòn, dọc the bờ sau của nách đến cơ lưng rộng, cho các sợi đến toàn bộ cơ.
Đôi khi phẫu thuật viên trích một phần cơ lưng rộng để cấy ghép vào tim nhằm tăng tâm thu (augmentation of systole) trong trường hợp bệnh nhân suy tim.

## Hình ảnh bổ sung

Đám rối cánh tay
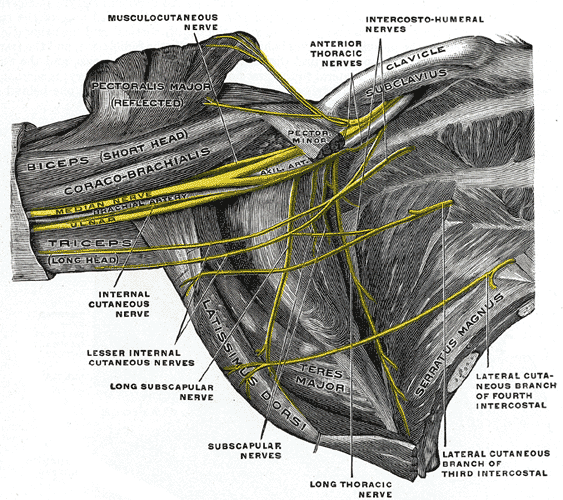
Đám rối cánh tay phải. Nhìn từ dưới trước.